# Wilhelm Voelkl
Wilhelm Voelkl (9. srpna 1862 Sankt Pölten – 10. září 1912 Sankt Pölten) byl rakouský podnikatel a politik německé národnosti z Dolních Rakous, na počátku 20. století poslanec Říšské rady.

## Biografie
Působil jako majitel továrny v Sankt Pöltenu. Vystudoval gymnázium v Sankt Pöltenu, pak obchodní akademii. Následná studia v Praze a ve Vídni nedokončil. Angažoval se veřejně a politicky. Od roku 1894 zasedal v obecní radě v Sankt Pöltenu. V období let 1900–1903 a 1904–1905 byl starostou tohoto města (v mezidobí byla obec řízena správním komisařem). 19. listopadu 1905 na starostenský úřad rezignoval a přesídlil do Vídně. Politicky se profiloval jako antiklerikál a oponent Křesťansko sociální strany.
Zasedal i jako poslanec Dolnorakouského zemského sněmu. Zvolen sem byl v roce 1902 coby kandidát Německé lidové strany za kurii městskou, obvod Sankt Pölten atd. Zemským poslancem byl do roku 1908.
Působil i jako poslanec Říšské rady (celostátního parlamentu Předlitavska), kam usedl ve volbách roku 1901 za kurii městskou v Dolních Rakousích, obvod St. Pölten, Scheibbs, Klosterneuburg atd. Ve volebním období 1901–1907 se uvádí jako Wilhelm Voelkl, starosta.
Ve volbách roku 1901 je uváděn coby kandidát Německé lidové strany.
Zemřel v září 1912 na duševní chorobu jako nepříčetný. Několik let trpěl vážnou chorobou, kvůli které se stáhl z politického života. Byl umístěn do několika sanatorií, nakonec do domácího ošetřování. V poslední fázi již nepoznával své blízké.